# Celosia elegantissima
Celosia elegantissima är en amarantväxtart som beskrevs av Lucien Leon Hauman. Celosia elegantissima ingår i släktet celosior, och familjen amarantväxter. Inga underarter finns listade i Catalogue of Life.